# Manuel Vicent
Manuel Vicent (ur. 1936 w Villavieja) - współczesny pisarz hiszpański.

## Dzieła wydane w Polsce
- Pieśń Morza (2002) (Son de mar, 1999)
- Dziewczyna Matisse'a (La novia de Matisse)
- Chorzy na miłość (Cuerpos sucesivos)

## Inne
- García Lorca, 1969
- Hágase demócrata en diez días, 1976
- El anarquista coronado de adelfas, 1979
- Ángeles o neófitos, 1980
- Retratos de la transición, 1981
- Inventario de otoño, 1983
- Crónicas parlamentarias, 1984
- Daguerrotipos, 1984
- La carne es yerba, 1985
- Ulises, tierra adentro, 1986
- Balada de Caín, 1987
- Arsenal de balas perdidas, 1988
- Por la ruta de la memoria, 1992
- A favor del placer, 1993
- Contra Paraíso, 1993
- Crónicas urbanas, 1993
- Pascua y naranjas, 1993
- Del café Gijón a Ítaca, 1994
- Borja Borgia, 1995
- No pongas tus sucias manos sobre Mozart, 1995
- Los mejores relatos, 1997
- Tranvía a la Malvarrosa, 1997
- Las horas paganas, 1998
- Jardín de Villa Valeria, 1999
- Espectros, 2000
- La muerte bebe en vaso largo, 2000
- Antitauromaquia, 2001
- El azar de la mujer rubia, 2002
- Otros días, otros juegos, 2002
- Nadie muere la víspera, 2004
- Retratos. Madrid: Aguilar; 2005
- Verás el cielo abierto, 2005
- Comer y beber a mi manera, 2006
- El cuerpo y las olas, 2007